# Debbie Rochon
Debbie Ann Rochon (Vancouver, 3 novembre 1968) è un'attrice, sceneggiatrice e produttrice cinematografica canadese.
Ha interpretato oltre cento film ed è nota principalmente per aver recitato in alcuni cult movie prodotti dalla Troma, come Tromeo and Juliet, Terror Firmer e Citizen Toxie: The Toxic Avenger IV. Nel 2005 ha vinto il "B-Movie Award" come miglior attrice protagonista, per il film Screech of the Decapitated.

## Biografia
La Rochon ha avuto un'infanzia difficile. A 10 anni fu infatti mandata in un riformatorio, dal quale riuscì a fuggire. Costretta a vivere in strada, fu vittima di abusi.
Esordì come attrice a 13 anni, nel 1981, rispondendo ad un annuncio riservato a giovani senza tetto, interpretando un piccolo ruolo in Ladies and Gentlemen, the Fabulous Stains. A 17 anni si trasferì a New York, dove lavorò in teatro.
Dopo l'esperienza teatrale continuò la sua carriera cinematografica, interpretando molti film indipendenti. Nel 1996 interpretò il ruolo dell'amante di Juliet in Tromeo and Juliet, prodotto dalla Troma. Questo ruolo la fece conoscere definitivamente e la fece diventare una delle più note Tromettes. Nel 1999 interpretò uno dei ruoli principali in Terror Firmer, considerato il miglior film della Troma.  La Rochon ha interpretato anche molti episodi della serie televisiva Troma's Edge TV.
Ha lavorato anche in Italia sul set del film Colour from the Dark.

## Omaggi
La Rochon è presente nel romanzo Bad Moon Rising, scritto da Jonathan Mayberry.

## Filmografia parziale
- Ladies and Gentlemen, the Fabulous Stains di Lou Adler (1981)
- Lonely in America di Barry Alexander Brown (1991)
- Tromeo and Juliet di Lloyd Kaufman e James Gunn (1996)
- The Tromaville Café (serie TV) (1997)
- Terror Firmer di Lloyd Kaufman (1999)
- Troma's Edge TV (serie TV) (2000)
- Citizen Toxie: The Toxic Avenger IV di Lloyd Kaufman e Michael Herz (2000)
- Parts of the Family di Léon Paul De Bruyn (2003)
- Final examination (2003)
- Tales from the Crapper (2004)
- Screech of the Decapitated di Michael Tarzian (2005)
- Colour from the Dark